# Mutant;Faith
Mutant;Faith è un residency show della musicista venezuelana Arca. I quattro spettacoli hanno avuto luogo al The Shed di New York dal 25 al 28 settembre 2019.

## Descrizione
Il residency show è stato concepito da Arca come una performance per presentare i suoi progetti inediti, alcuni dei quali sono confluiti nel quarto album in studio Kick I (2020).
Lo spettacolo, che ha avuto luogo al Griffin Theater dello Shed, è composto da tre atti e un epilogo, «che possono essere sperimentati come singoli concerti o come un'intera serie»:
| Atto     | Titolo    | Data              | Durata  |
| -------- | --------- | ----------------- | ------- |
| Act 1    | Gestation | 25 settembre 2019 | 90 min. |
| Act 2    | Aftercare | 26 settembre 2019 | 90 min. |
| Act 3    | Ripples   | 27 settembre 2019 | 90 min. |
| Epilogue | Boundary  | 28 settembre 2019 | 5 ore   |

Lo Shed, annunciando il residency show, ha comunicato:
Al terzo atto ha preso parte anche la cantante islandese Björk, che ha cantato con Arca il brano in spagnolo Afterwards, poi incluso in Kick I.
La rivista Paper ha meglio descritto la scenografia all'interno della quale si è esibita Arca: «un palo da spogliarellista con cui si poteva ballare e lo si poteva suonare come un sintetizzatore, un pianoforte a coda, una serie di anelli acrobatici, un toro meccanico decorato con fiocchi ed extensions di capelli, una stazione per produrre canzoni in tempo reale usando Ableton, e il palco ricoperto di terra». All'inizio di ogni serata, il pubblico veniva accolto al buio, mentre in sottofondo venivano trasmessi cinguettii d'uccelli, rumori di coltelli e voci da death metal. Secondo la rivista Stereogum, Arca avrebbe affermato che "questo posto è il mio sogno che si avvera", «drappeggiata da una bandiera venezuelana e imparruccata come una gotica Hatsune Miku». I primi tre spettacoli non hanno avuto inoltre una scaletta già programmata, ma sarebbero stati improvvisati.
All'inizio del primo atto, come racconta Stereogum, Arca è stata legata e caricata sul palco, mentre emetteva urla gutturali; nel secondo atto l'artista avrebbe invece rivestito i panni di un robot mecha; al terzo atto sarebbe somigliata a «una macabra ninfa della foresta con uno zaino emettente laser».
Durante lo spettacolo, Arca ha anche cantato su un'automobile capovolta e ha spiegato la sua performance in un'intervista per Vogue, affermando di aver assistito a un incidente automobilistico che l'ha traumatizzata: «Stavo andando in palestra quando ho visto una persona stesa a terra in una pozza di sangue. Ho camminato in mezzo alla folla, che era già immobile e silenziosa, e tutti erano sotto shock, immobili e silenziosi. Ognuno stava reagendo in modo totalmente diverso, me compresa. Ho guardato qualcuno negli occhi e ho detto qualcosa di carino, del tipo "Come stai?". Potevo sentirmi dissociata. È bello che le nostre menti lo facciano per proteggerci dal mistero devastante, lacerante e folle della nostra mortalità».
Paper ha inoltre rivelato che, alla fine della prima e seconda serata, Arca ha invitato il suo pubblico a seguirla anche per strada, mentre al terzo atto ha invitato gli spettatori a ballare con lei sul palco. Durante l'Epilogo è stato registrato il video musicale per il singolo Time: «Quando le riprese si sono concluse, l'energia nella stanza è stata abilmente trasmutata in una festa da ballo improvvisata, con il pubblico che è stato allegramente portato sul palco per ballare con un attore travestito da diavolo [Carlos Sáez], che pochi minuti prima aveva pomiciato appassionatamente con Arca davanti alla telecamera».

## Ricezione critica
Mutant;Faith ha ricevuto un'entusiasta accoglienza da parte della critica. Pitchfork ha evidenziato positivamente il rapporto diretto di Arca con il pubblico, nell'abbattimento della quarta parete: «ha dolcemente chiesto a un giovane in prima fila cosa gli sarebbe piaciuto vedere dopo. [...] "Andiamo con il toro", ha esclamato il fan. Arca è salita in cima alla stravagante bestia animatronica e ha debuttato con una nuova canzone, una ballata elettropop chiamata Time». La rivista ha inoltre apprezzato Arca per aver portato alla luce, nella sua esibizione, temi come quelli di "genere, umanità, distruzione", prima soltanto accennati nel suo lavoro da produttrice discografica:
La rivista Paper ha poi elogiato l'atteggiamento decostruzionista e non binario dell'artista:
Stereogum ha invece descritto Mutant;Faith come «uno sperimentalismo su larga scala — performance artistica con un impulso. È stata una dimostrazione di talento, coraggio e resistenza che pochi altri musicisti avrebbero osato tentare».

## Team
| Nominativo                 | Ruolo                                            |
| -------------------------- | ------------------------------------------------ |
| Arca                       | Artista                                          |
| Carlos Sáez                | Direttore co-creativo                            |
| Matt Robertson             | Direttore musicale                               |
| Shaun MacDonald            | Management e produttore                          |
| Darryl Natale              | Produttore creativo                              |
| Maite Peris                | Assistente alla produzione                       |
| Patrick Lachance           | Designer del suono                               |
| Landscape                  | Strumenti musicali e programmazione Analog Synth |
| Daito Manabe / Rhizomatiks | Artista ospite e sviluppo tecnologico            |
| Total Freedom              | Musicista ospite                                 |
| Björk                      | Artista ospite                                   |
| Taran Allen                | Designer del set e delle luci                    |
| Arthur de Borman           | Designer del toro meccanico                      |
| Natacha Voranger           | Stylist                                          |
| Kristian Feliz             | Assistente allo styling                          |
| James Boehmer (Shiseido)   | Trucco                                           |
| Evanie Frausto             | Capelli e parrucche                              |
| Juan Alvear                | Unghie                                           |
| Gabe Schuman               | Front of House Engineer                          |
| Ikeuchi                    | Costumi                                          |
| Monsoooooooon & _vvxxii    | Sculture                                         |
| Annie Forrest              | Fotografia                                       |
| MANSON                     | Direzione del video musicale                     |
| Cara Scott (CSP)           | Produttrice esecutiva del video musicale         |
| Gonzalo Hergueta (CSP)     | Direzione creativa del video musicale            |
| Dustin Grant (CSP)         | Produttore del video musicale                    |
| Rina Watanabe              |                                                  |
| Kurara Fukami              |                                                  |